# Begonia angustiloba
Espèce
Synonymes
- Begonia bicolor S.Watson[1]
- Begonia dentata Pav. ex A.DC.[1]

Begonia angustiloba est une espèce de plantes de la famille des Begoniaceae.
L'espèce fait partie de la section Quadriperigonia.
Elle a été décrite en 1859 par Alphonse Pyrame de Candolle (1806-1893).

## Répartition géographique
Cette espèce est présente au Mexique à Mexico, au Chihuahua, le Durango, le Guerrero, le Jalisco, le Nayarit, le Oaxaca, le Sinaloa, le Sonora et le Zacatecas.